# Cauchy-féle integráltétel
A Cauchy-féle integráltétel (vagy másként a komplex analízis főtétele) a komplex analízis alapvető jelentőségű tétele. Azt mondja ki, hogy egy egyszeresen összefüggő tartományon értelmezett komplex deriválható függvény zárt görbe mentén vett integrálja 0.

## A tétel állítása
Legyen {\displaystyle f:U\to \mathbb {C} } nyílt halmazon értelmezett komplex differenciálható függvény, {\displaystyle T\subseteq U} egyszeresen összefüggő zárt és korlátos halmaz és legyen {\displaystyle \gamma } olyan rektifikálható zárt görbe, mely {\displaystyle T} határát paraméterezi. Ekkor 
{\displaystyle \oint \limits _{\gamma }f(z)dz=0.}
A tételt először Cauchy bizonyította abban a formában, hogy feltette, {\displaystyle f} parciális deriváltjai folytonosak. Később Goursat igazolta, hogy ez a feltétel elhagyható. Goursat eredménye azért volt áttörés a komplex analízis történetében, mert kiderült, hogy a fenti tétel segítségével igazolható, hogy minden nyílt halmazon komplex differenciálható függvény deriváltja folytonos, sőt minden ilyen függvény analitikus, azaz végtelenszer differenciálható és Taylor-sora előállítja magát a függvényt. A nyílt halmazon komplex differenciálható függvények elméletében tehát elegendő a végtelen helyett egyetlen differenciálhatósági osztállyal foglalkozni. 

### Példa és ellenpélda
Ha egy komplex függvénynek van primitív függvénye, akkor a Newton–Leibniz-tétel miatt ennek minden zárt görbére vett integrálja nulla. Például 
{\displaystyle f(z)={\frac {1}{z^{2}}}}
Primitív függvénye 
{\displaystyle F(z)=-{\frac {1}{z}}}
tehát minden a 0-t fel nem vevő {\displaystyle \gamma :[a,b]\to \mathbb {C} } görbére:
{\displaystyle \int \limits _{\gamma }{\frac {1}{z^{2}}}\;\mathrm {d} z=F(\gamma (b))-F(\gamma (a))=0}
hiszen {\displaystyle \gamma (a)=\gamma (b)}.
A Cauchy-tétel azt mondja, hogy a körintegrál nulla volta akkor is bekövetkezhet, ha nincs feltétlenül a komplex függvénynek primitív függvénye, de reguláris és egyszeresen összefüggő tartományt hurkol körül a zárt görbe. Az
{\displaystyle f(z)={\frac {1}{z}}\,}
függvénynek nincs globális primitív függvénye (hisz a logaritmus lenne az, ami a komplexeken nem egyértékű), ám reguláris és ha a nullát körül nem hurkoló görbére vesszük az integrálját, akkor az Cauchy tétele szerint nulla lesz. Például
{\displaystyle \int \limits _{|z-2i|=1}{\frac {1}{z}}\,\mathrm {d} z=0,}
mert itt a görbe a {\displaystyle 2i} középpontú, egységsugarú körív, míg 
{\displaystyle \int \limits _{|z|=1}{\frac {1}{z}}\,\mathrm {d} z=\mathrm {ln} (e^{2\pi i})-\mathrm {ln} (e^{0})=2\pi i\neq 0,}
ahol {\displaystyle e^{0}} és {\displaystyle e^{2\pi i}} ugyanannak a pontnak a logaritmus egymást követő két Riemann-levelén paraméterezett alakja.